# Діхашхо
Діхашхо (груз. დიხაშხო) — село в Грузії.
За даними перепису населення 2014 року в селі проживає 1041 особа.